# Haarlemsch Tooneel
Het Haarlemsch Tooneel was de naam van een toneelgezelschap rond de Nederlandse steracteur Louis Bouwmeester en dat bestond in de perioden 1903-1908 en 1920-1923. 

## Geschiedenis
Het werd in 1903 opgericht door drie van zijn (welgestelde) bewonderaars van Louis Bouwmeester: Jonkheer en schrijver/journalist A.W.G. van Riemsdijk, schrijver/fabrikant Justus van Maurik jr. en schilder Theophile de Bock, en met Bouwmeester als directeur. 
Het opende op 1 september 1903 met het stuk Oedipus. Op 24 december 1903 ging Schakels van Herman Heijermans in première, en was het hoogtepunt van het eerste seizoen. 
Het gezelschap speelde zowel in Amsterdam als Haarlem en met Bouwmeester en zijn zoon, Louis Bouwmeester jr., maakte het twee tournee’s (1906-1907 en 1909-1910) door Nederlands-Indië. Het gezelschap met die naam stopte in 1908.
In 1920 formeerde Bouwmeester opnieuw een eigen gezelschap onder dezelfde naam. Het door Nederland rondtrekkend gezelschap bleef tot en met 1923 onder die naam actief.

## Producties
- Oedipus (1903)
- Schakels (1903)
- Asra (1903)
- Een sociale misdaad (1904)